# Termalismo

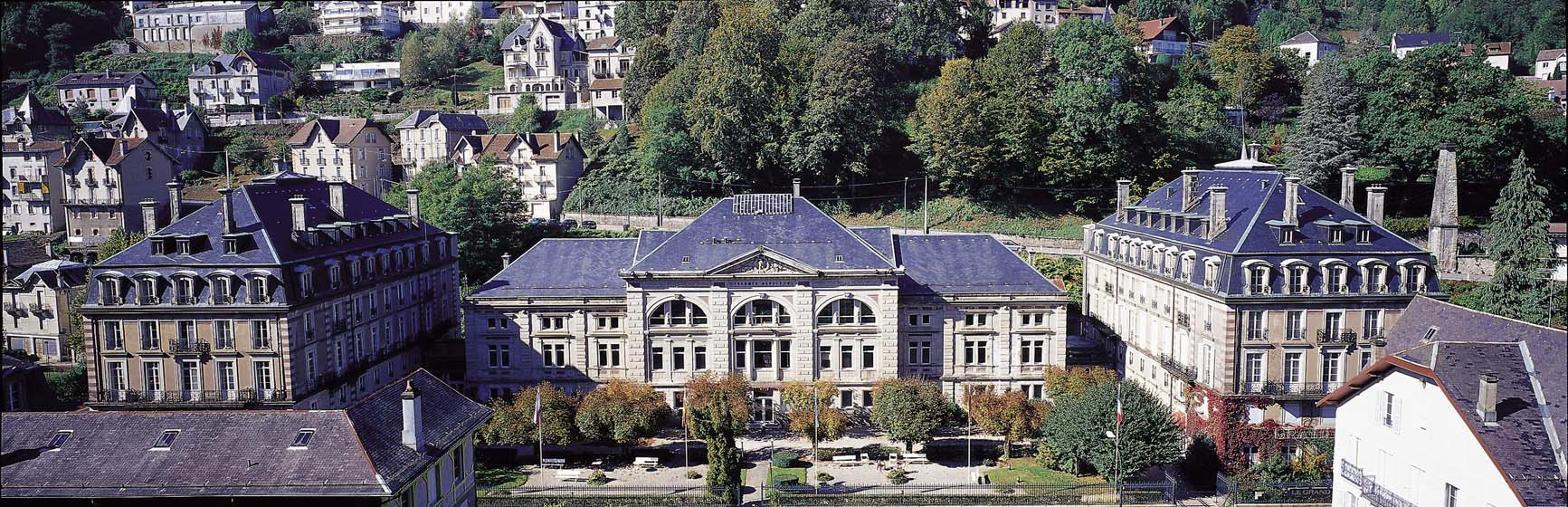
Termas Napoleón en Plombières-les-Bains (Francia)

El termalismo es el conjunto de actividades ligadas a la explotación y a la utilización de las aguas termales para actividades recreativas o beneficiosas para la salud. Se relaciona también con las estaciones termales y ciudades balneario, con sus visitantes, historia, economía y patrimonio, así como con todos los medios (médicos, sanitarios, sociales, administrativos, etc.) implementados en ellos para las curas termales.
En sentido amplio, el termalismo es un fenómeno histórico, sociocultural y médico, mientras que el termalismo contemporáneo se refiere principalmente al uso terapéutico de las aguas termales (la crenoterapia), mejor definido como balneoterapia y genericamente, e incluso erróneamente, como hidroterapia.
En 2021, la Unesco inscribió el bien transfronterizo de «Los grandes balnearios de Europa» en el Patrimonio de la Humanidad, integrado por once ciudades balneario representativas de este fenómeno cultural y social desarrollado a partir de la época de la Ilustración hasta el comienzo del siglo XX en Europa.

## Historia
La historia del termalismo es compleja y discontinua, siendo el termalismo histórico diferente del termalismo moderno y altamente medicalizado.

### Las termas de la Antigüedad

#### Orígenes griegos
Los primeros usos de las aguas termales parecen remontarse a los griegos, pero se debate la existencia de un verdadero termalismo. El uso del baño era habitual desde la época homérica, el héroe tomaba un baño purificador y relajante después de un combate. La bañera era un mueble de las élites, los deportistas practicaban baños individuales o colectivos. El uso de aguas termales se evoca desde el siglo VI a. C. por el poeta griego Íbico. La medicina hipocrática ya utilizaba las propiedades curativas de los baños calientes o fríos.
Por otro lado, la mayoría de los santuarios griegos, incluidos los de aquellos dioses que no curaban, se encontraban cerca de manantiales, especialmente de agua caliente. A fortiori, se sabe de más de 200 santuarios con culto curativo que tenían tales fuentes, donde los peregrinos llegaban a realizar el ritual de la ablución. Sin embargo, el poder curativo se creía relacionado con las fuerzas telúricas subterráneas y con la presencia de alguna divinidad, y no con las aguas mismas, o con la presencia de médicos que las utilizasen.
Según E. Samama, se puede argumentar que el «termalismo griego» no existía antes de la época romana (a partir del siglo I a. C.). Los textos y los datos arqueológicos coinciden en detectar importantes balnearios y su uso curativo sólo después de la conquista romana. El termalismo propiamente dicho, destinado a pacientes o a curistas, surgiría indirectamente de una tradición religiosa griega (y no deportiva ligada a los gimnasios) fusionándose con una tradición social o recreativa de los baños termales romanos.

#### Termas romanas.

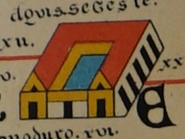
Símbolo específico que indica las termas en la Tabula Peutingeriana

Los romanos perfeccionaron la práctica de las termas mediante la construcción de acueductos, de los que unos proporcionaban acceso al agua potable, mientras que otros abastecían los baños termales. La práctica de los baños romanos estaba bastante codificada: se desnudaban para respirar el aire caliente y los vapores, luego se daban un baño caliente y luego un vigorizante baño frío. El final del baño generalmente consistía en una sesión de depilación y de masajes. En la Galia romana, los romanos fundaron termas con fines médicos, como Aquae Tarbellicae (Dax) o Aquae o Aix la Romaine (Aix-les-Bains).
En el mapa de Peutinger (conocido como «Tabula Peutingeriana»), una copia medieval de un mapa de la Antigüedad romana, figuran varias estaciones termales, marcadas con un símbolo específico. Se encuentran Aquis Calidis (Vichy), Aquae Bormonis  (Bourbon-l'Archambault), Aquis Nisincij (Bourbon-Lancy), Aquis Sextis (Aix-en-Provence), Aquis Neri (Néris-les-Bains)...

### Termalismo medieval y al comienzo del Renacimiento

#### Infraestructuras

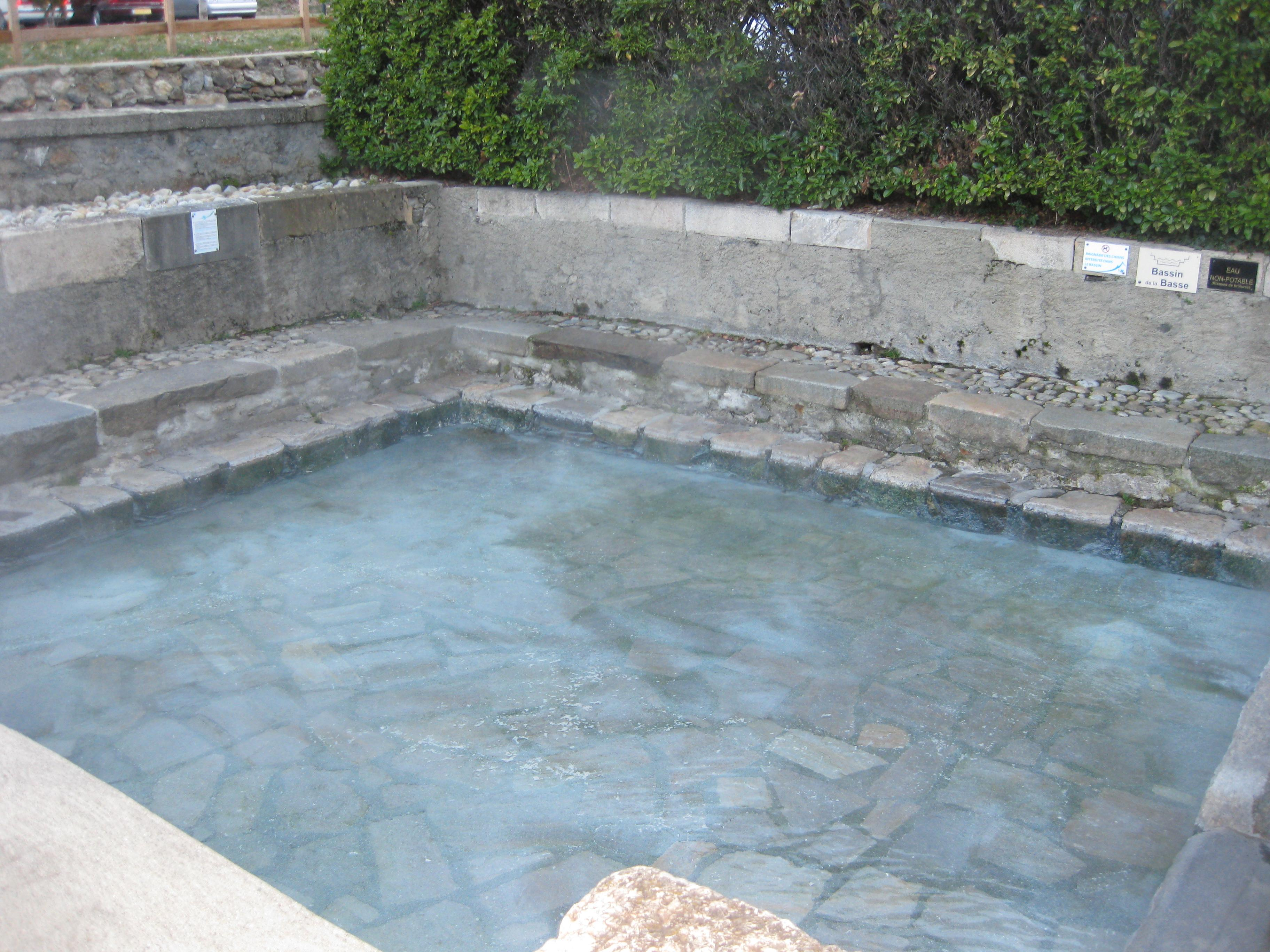
La piscina de los ladres (leprosos) en Ax-les-Thermes, data de la Edad Media. Su fuente trata las afecciones dermatológicas y reumatológicas.

Las infraestructuras termales medievales son poco conocidas, pero parece que los baños se utilizaron desde principios de la Edad Media, partiendo de las antiguos termas romanas. Los baños de placer adquirieron importancia durante el siglo XIII, cuando los papas los practicaban  (recreatio corporis). Las primeras normas termales fueron emitidas por las principales ciudades-estado de Toscana, Lacio y Emilia-Romaña. Su objetivo era asegurar la posesión y el control público de las aguas principalmente calientes y minerales, que ya no se consideraban como «aguas milagrosas», sino más bien «curiosidades y maravillas de la naturaleza». Las primeras ciudades en definir espacios termales fueron Siena, Bolonia, Volterra, Lucca, Florencia y Pisa.
Las autoridades municipales realizaron para ello bañeras, estanques o piscinas rodeados de muros y sin techo, acompañadas de edificios. Algunas fuentes estaban dedicadas al derramamiento de sangre (hechas por sanguijuelas), otras piscinas eran reservadas para las mujeres o los leprosos. Más adelante, los leprosos eran colocados en baños y luego se les enviaba a secar al sol para mejorar su curación. También los heridos de guerra se reunían en los baños termales para recuperarse.
Además de la atención de las más diversas dolencias, algunos sitios estaban asociados a lugares sagrados, otros a lugares de licencia sexual y de prostitución.
El alojamiento en los baños está atestiguado desde el siglo XIII, sobre todo cerca de Siena, en primer lugar en campamentos, a continuación, en inmuebles, y, finalmente, en albergues.

#### Primeras medicalizaciones

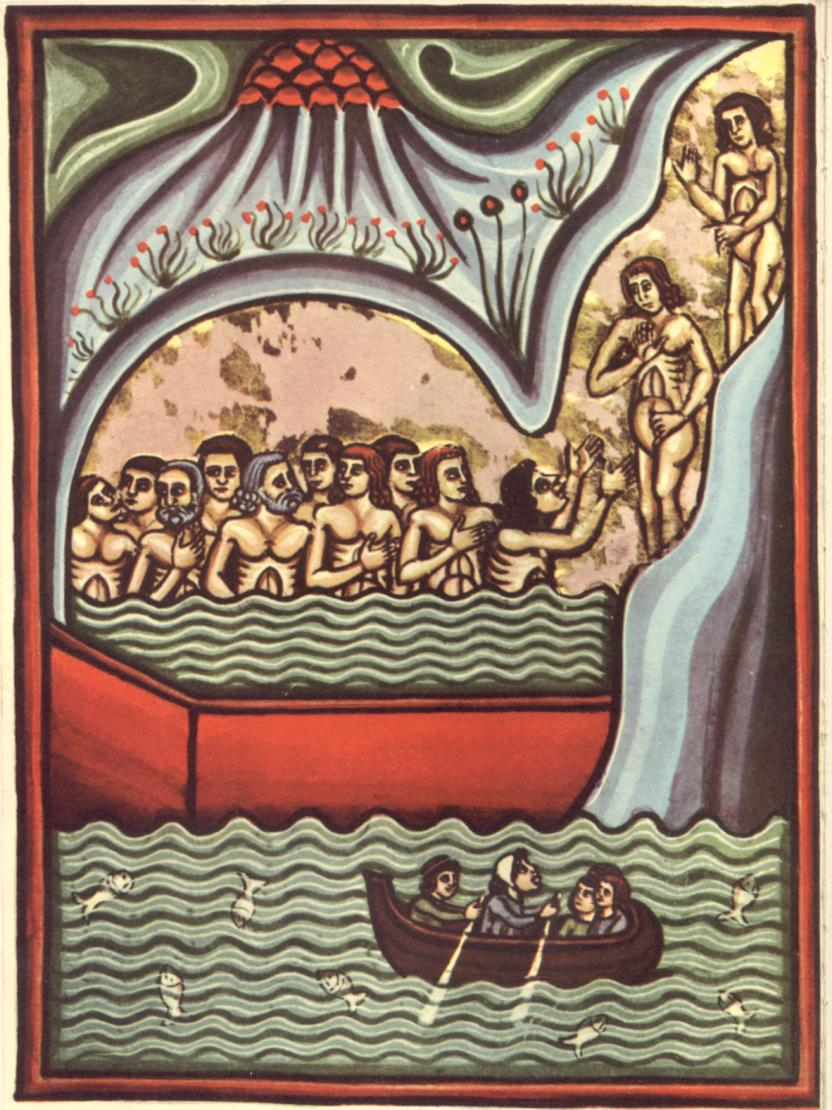
Miniatura del manuscrito de De balneis puteolanis (Roma, Biblioteca Angelica, Ms. 1474) de Pierre d'Éboli.

Las primeras obras médicas sobre las aguas minerales y terapéuticas aparecieron en Italia a finales del siglo XIV, en Alemania en el siglo XV, y en Francia, Suiza, Inglaterra, en el siglo XVI y luego en toda Europa. Los médicos italianos más importantes en este campo fueron Gentile da Foligno, Ugolino da Montecatini, Michel Savonarole y Andrea Bacci. Esos textos presentaban los componentes minerales de las aguas termales y su uso según las enfermedades y el tipo de paciente (según los principios del galenismo). Esta primera medicalización termal tendía a imponer reglas prácticas de uso, que no eran realmente controladas por los médicos en el lugar, sino más o menos aplicadas, por «autocontrol», por curistas cultivados.
La primera regla era la temporada termal: la cura en un balneario requería una estadía de varias semanas durante los meses favorables, que variaban según la ubicación (con mayor frecuencia meses cálidos y templados). Antes del siglo XV, la mayoría de los sitios italianos y alemanes eran estanques o piscinas descubiertos. La duración y las modalidades de las estancias dependían de las enfermedades a tratar. Las otras reglas concernían a las técnicas corporales que se diferenciaban de los baños iniciales: las duchas, las bebidas y los regímenes específicos de vida. Estas nuevas prácticas aparecieron por primera vez en los sitios toscanos a partir del Renacimiento italiano.
Las fuentes potables más antiguas se utilizaron al final del siglo XIV: Bagno di Montecatini, della Poretta, di Bormio. Una de los más famosas fue Bagno della Villa, cerca de Lucca, destino de Michel de Montaigne durante su viaje a Italia.
Estas curas reguladas se oponían a los comportamientos considerados demasiado licenciosos (buena comida, alcohol y sexo) pero proponían también la necesidad de entretenimiento para mantener el alma feliz en una sociedad relajante. Los grandes personajes que acudían a los tratamiento no solo iban acompañados de su médico, sino también de cortesanos, artistas (pintores, músicos, poetas) y bufones a los que era necesario alojar y entretener.
Las cortes de Europa tenían sus espías en todos los lugares de curas para averiguar quienes estaban allí. Los sitios termales eran al mismo tiempo una forma de encuentro, de pretexto de distanciamientos sin ruptura, de retiro temporal o de retroceso. Durante el siglo XVI, los viajes y las estancias en los baños también fueron un medio de maniobras sociales, políticas o diplomáticas.
Fuera de Italia, los sitios más famosos de este período fueron Baden y Pfäfers en Suiza, Cauterets y Bagnères en Francia, Plombières en Lorena, Spa en Bélgica. En general, estas estaciones termales se caracterizaban por una falta de confort en la estancia, incluso para las más famosas (Montaigne se queja de ello).

### Termalismo en el período clásico

#### En Francia
Las primeras descripciones de fuentes termales son las del geógrafo Nicolas de Nicolay que describe las de Vichy en 1569, y las de Nicolas Dortoman, médico de Montpellier, que describe las de Balaruc en 1579. Ese interés aumentó con el interés del propio rey por las aguas. En 1580, Enrique III ordenó a su inspector de obras que rehabilitara los baños de Bourbon-Lancy, y a su médico para que preparara allí la estancia de la reina Luisa de Lorena, que no conseguía darle hijos.
Los médicos de Enrique IV fueron discípulos de Paracelso: Jean de la Rivière (primer médico), Joseph du Chesne y Théodore de Mayerne (médicos ordinarios). Los tres estaban interesados en la iatroquímica de las aguas minerales y en la observación de la naturaleza, y también en la extensión de su función.

##### Administración termal

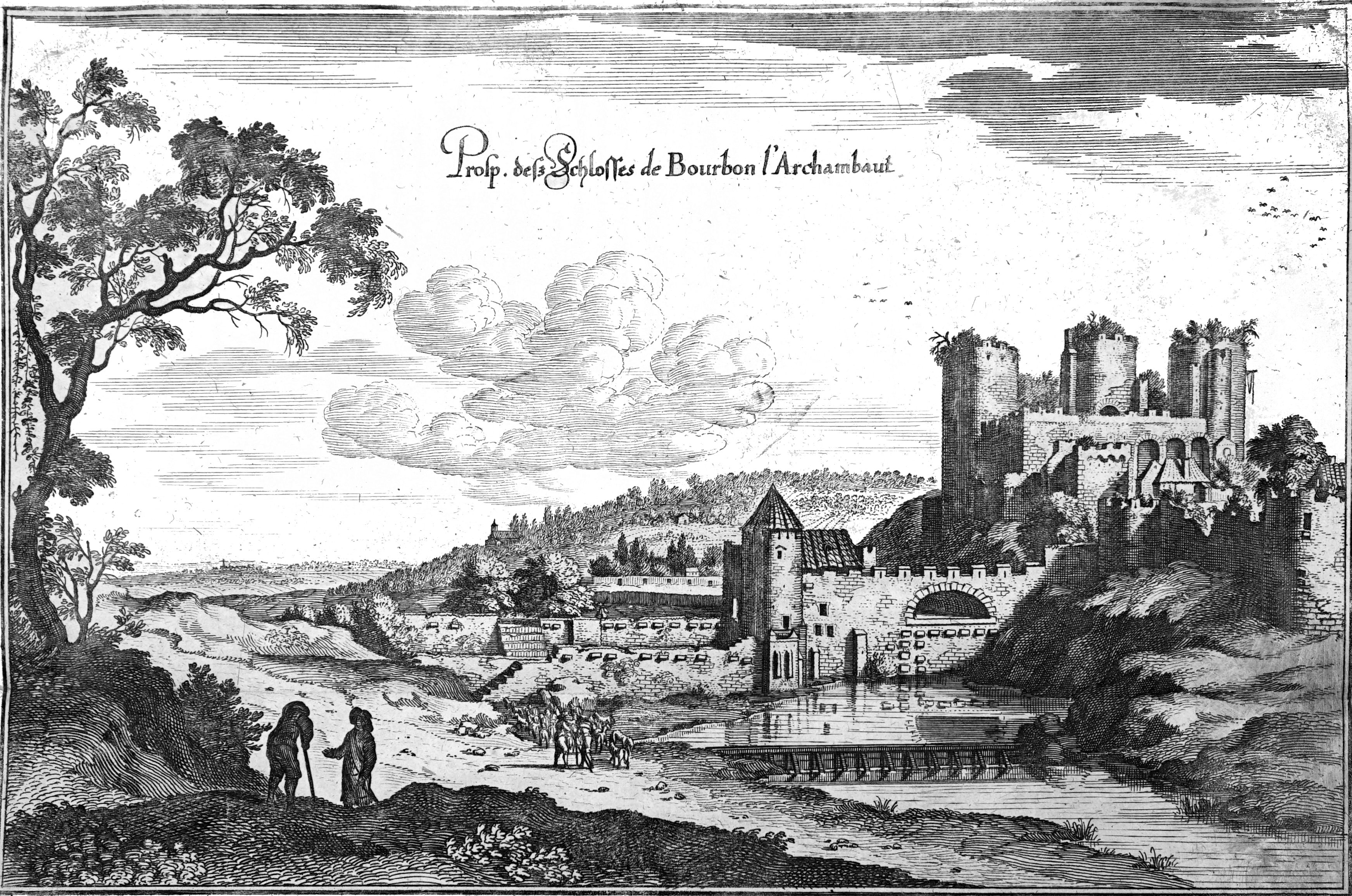
Bourbon l'Archambault en 1656.

Siguiendo el consejo interesado de Jean de la Rivière, Enrique IV creó la Charte des eaux minérales [Carta de las aguas minerales], la base jurídica de un reglamento y de una nueva administración termal creadas al nombrar a su cabeza a un superintendente general de las Aguas minerales de Francia, Jean de la Rivière mismo (Edicto de mayo de 1605). Esa administración estaba compuesta en primer lugar por intendentes que gestionaban el agua a nivel de una provincia o de una región. A continuación, se hizo costumbre nombrar a un administrador para cada balneario importante, y durante el siglo XVIII para las estaciones de tamaño medio.
Estos intendentes eran médicos que precisaban el desarrollo y las modalidades de las curas, asegurando la calidad del agua y la limpieza de los baños. El intendente dirigía a otros médicos, a los bañistas (personal asignado a los baños) y a los fontaneros (personal asignado a las aguas potables). El intendente debía presentar un informe anual de gestión al superintendente general. Durante el siglo XVII, pocas estaciones conocen una frecuentación real: Bourbon-l'Archambault, Vichy, Forges, Barèges.
El ejército contribuyó fuertemente al desarrollo de ciertos balnearios como Bourbonne-les-Bains (Haute-Marne), desde Luis XV y dado que esa pequeña ciudad ya tenía un pasado termal en la época romana. Así, un hospital militar atendía a los soldados heridos en esa localidad vitivinícola (350 ha) que encontró así una excelente salida para sus vinos.
Mientras tanto, en 1685, un edicto real restringió la libertad de extraer el agua gratuitamente, de transportarla y de comercializarla, con el fin de preservar su calidad frente al fraude y la falsificación. A lo largo del siglo XVIII, el uso de aguas minerales se regularizó cada vez más (declaración del 25 de abril de 1772, sentencia del Consejo de 12 de mayo de 1775, declaración de 26 de mayo de 1780...) inscribiendo las aguas minerales en una lógica farmacéutica y médica. Las grandes ciudades establecieron un «Bureau des eaux minérales» (Oficina de aguas minerales) responsable de controlar las patentes, la calidad y el comercio de las aguas: París (1716), Marsella (1739), Burdeos (1745), Montpellier (1753), Toulouse (1762).

##### Medicina termal
La medicina termal era conocida por los consilia, en latín, luego por las consultations (consultas) en francés, por escritos desde el siglo XIII hasta el comienzo del siglo XIX. Se trata de colecciones escritas a mano o impresas por los médicos termales durante sus prácticas. Los médicos franceses se encontraban principalmente en el sur del país, centrados en Montpellier. Este termalismo solo afectó a una pequeña minoría de pacientes adinerados y de afecciones patológicas poco severas o a secuelas.
Las doctrinas no se referían a autoridades antiguas o medievales, se basaban principalmente en los hábitos empíricos de uso y en la experiencia personal del médico. El discurso médico se adaptaba según las corrientes del momento: al galenismo con las aguas  «refrescantes» y  «humectantes» contra los excesos de calor y sequedad, luego al mecanismo con las aguas «diluyentes» y «fluidificantes» contra las viscosidades y las obstrucciones, y finalmente al vitalismo con las aguas «tonificantes» contra los debilitamientos. Sería un discurso subjetivo e imaginario a comparar con un contexto poético estudiado por Bachelard en L'eau et les rêves [Agua y sueños].
El desarrollo del termalismo médico en Francia fue obra de los médicos del rey. El cargo muy lucrativo de superintendente general de los baños, creado en 1605, recayó automáticamente en el primer médico del rey en 1709. Según J. Coste, el termalismo médico era una vía de ascenso social hacia la nobleza, el sueño de muchos médicos bajo el Antiguo Régimen. La administración termal era, por tanto, un lugar de complicidad, de vínculos de intereses y estrategias familiares, siendo un ejemplo de éxito el de Théophile de Bordeu.

#### En Alemania y Suiza

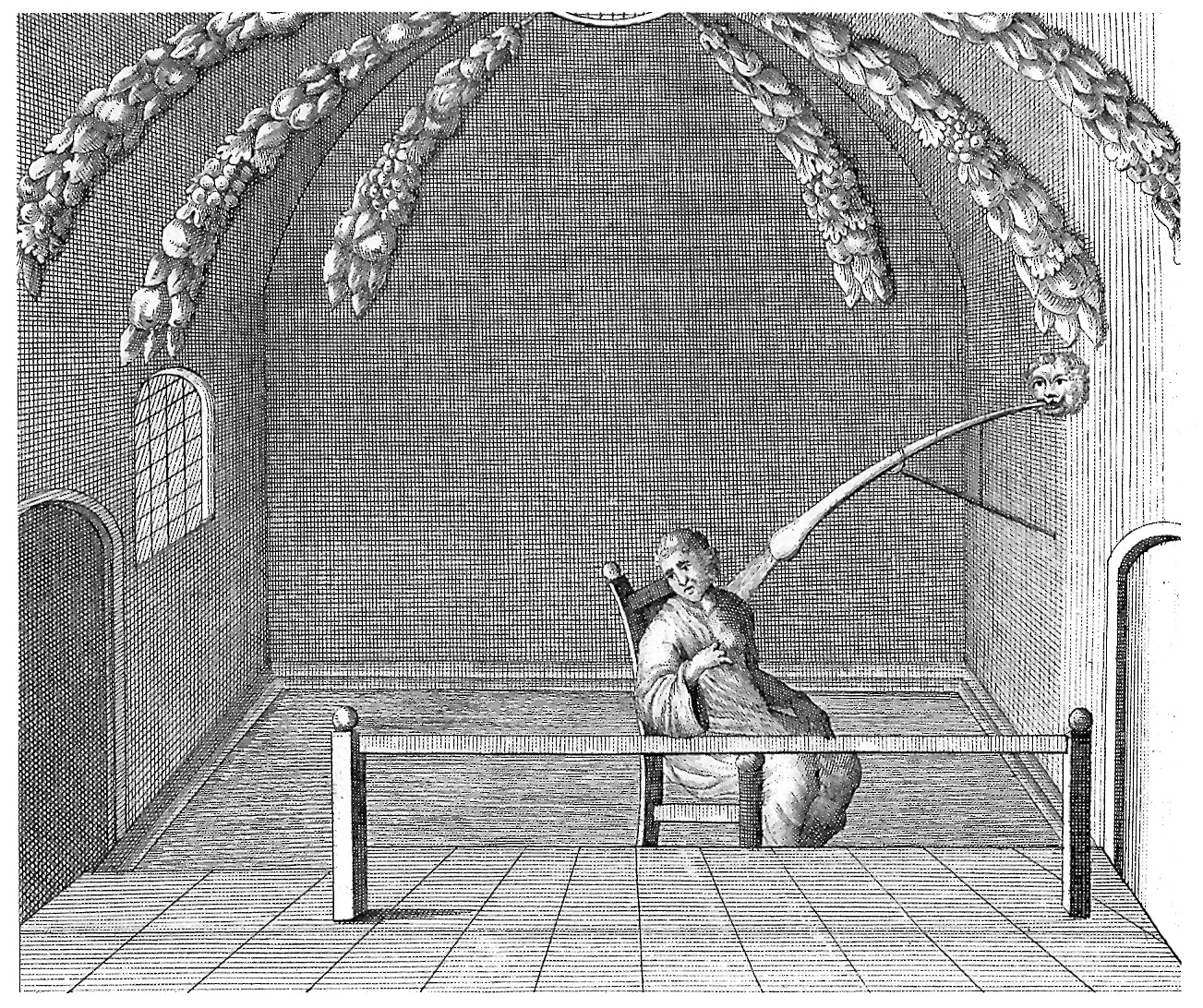
Ilustración de Amusements des Eaux d'Aix la Chapelle (1737).

Los balnearios más famosos de Europa central se encontraban en el Principado de Lieja —con Spa notable por sus frías aguas—, en el Ducado de Nassau —con Schwalbach por sus aguas minerales, Wiesbaden por sus cálidas aguas o Schlangenbad por sus aguas tibias—, en la ciudad libre de Aquisgrán, conocida por sus aguas muy calientes. En Suiza, fueron las estaciones de Argovia, con Schintznach y Baden, famosas por sus aguas sulfuradas.
Esas estaciones tenían baños públicos al aire libre, baños privados cubiertos y estufas y baños de vapor. Las aguas se bebían directamente de la fuente desde el amanecer. Los cuidados que dispensaban alemanes y suizos se caracterizaban por un gran uso de las ventosas. Se trataban la mayoría de las enfermedades crónicas y de las secuelas de lesiones, con la excepción de las enfermedades del pecho.
Durante el siglo XVIII se desarrolló en Alemania un género literario sobre los baños (Amusements des eaux), escrito en francés, el idioma internacional de la época. Eran ante todo guías de consejos, luego guías de turismo, relatos de viajes, manuales de buenas costumbres, mezclando anécdotas galantes entre curistas y controversias eruditas sobre las aguas.
El termalismo germánico fue un turismo termal para las élites europeas, para nobles y burgueses, basado en la reputación de las aguas, en la calidad de la atención y en el disfrute de la estancia. Las diversiones era numerosas: paseos, picnics, excursiones, salas de juegos (billar), juegos de azar (faraón), loterías, bailes, conciertos y espectáculos... La vida mundana del balneario reunía a ambos sexos de una forma más íntima que en su lugar habitual de encuentro, siendo cada uno capaz de hablar más fácilmente del cuerpo y la salud del otro. Según un texto de la época, «parece que en Aix [Aix-la-Chapelle] estar enfermo o ser galante sean una misma cosa».
Este termalismo de placer para gente adinerada dio vida a muchas profesiones, con efectos beneficiosos sobre la economía local y regional de ls zonas termales. También atraía a ladrones y a aventureros. Según E. Belmas, este termalismo representaba los inicios de una industria del ocio, de un comercio de lujo, y también del de las falsificaciones, souvenirs y baratijas.

#### En Inglaterra

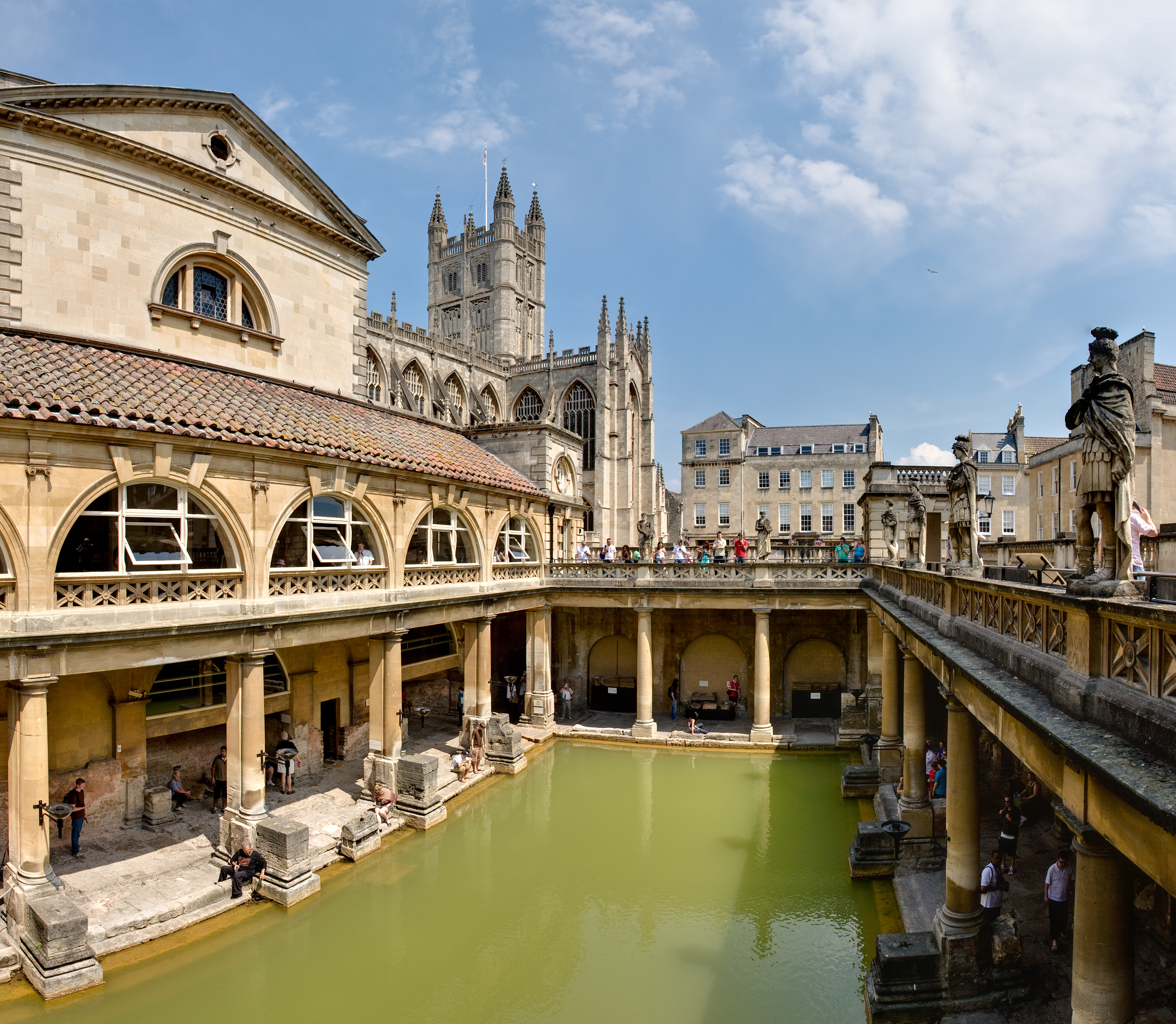
Baños romanos en la ciudad de Bath.

La estación más renombrada en Inglaterra era Bath, seguida de Tunbridge Wells, Buxton, Scarborough y Cheltenham. Al igual que en Alemania, estas estaciones ofrecían ocio y entretenimiento a aristócratas y grandes burgueses, generando una importante actividad comercial. Esas estaciones eran propiedad de individuos o de corporaciones privadas, fuera de la tutela de la Corona o de la Iglesia. Los empresarios locales explotaban libremente el creciente gusto de la burguesía inglesa por el lujo y por el consumo, deseosos de comprar salud y ocio al mismo tiempo y en un solo lugar.
Las aguas minerales se embotellaban: las ricas en hierro, se utilizaban como purgantes; las de Bath para tratar la esterilidad. Los médicos patentaban las aguas como medicinas, como hizo Nehemiah Grew para las sales de las aguas de Epsom (ricas en sulfatos de magnesio). Esto dio lugar a una literatura médica que era tanto un estudio científico como un prospecto comercial.

### Las aguas de la Belle Époque
El termalismo conocerá un desarrollo excepcional en el siglo XIX, llevado por la ola de romanticismo en Europa. 

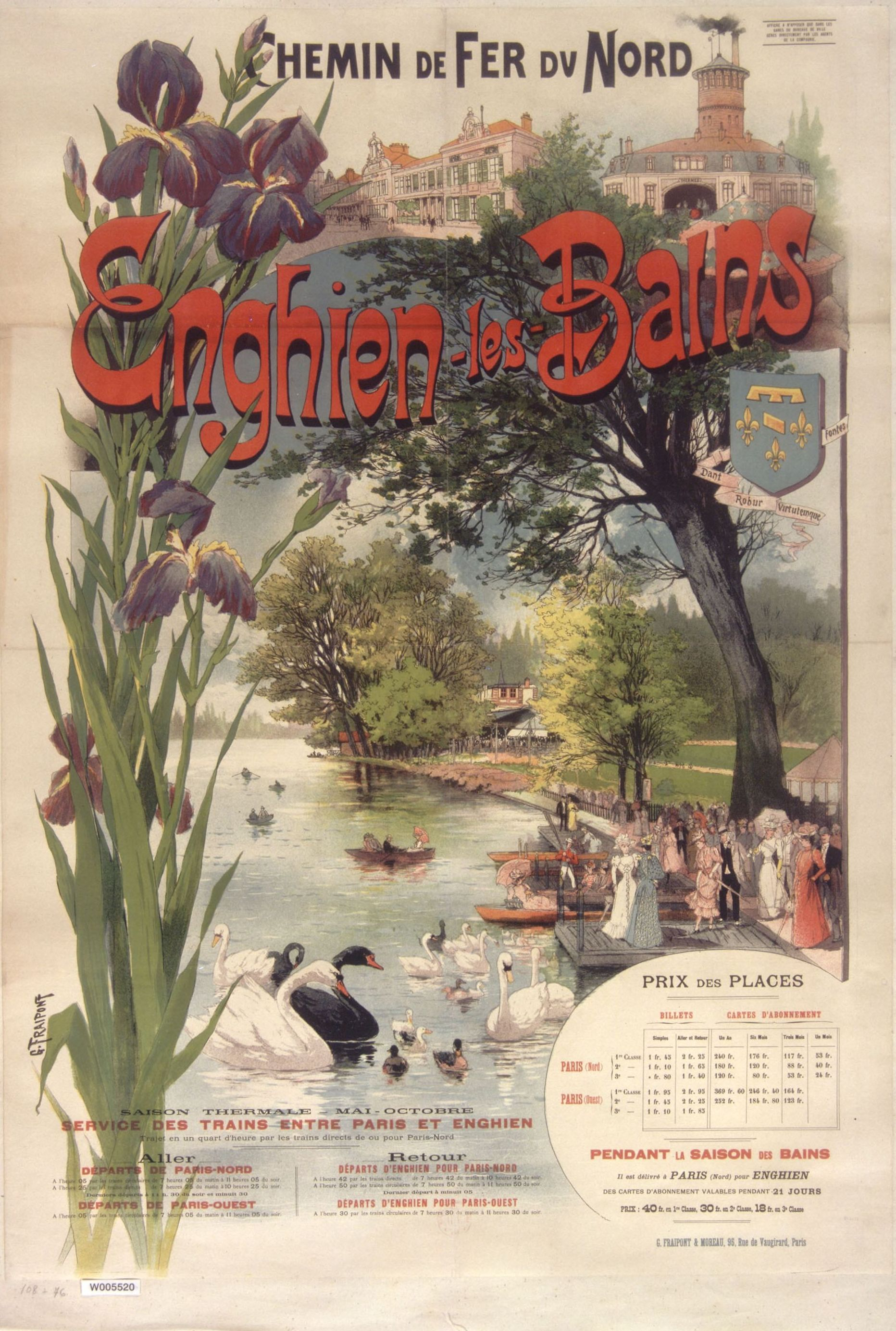
Affiche

Por razones de facilidad de acceso, las primeras estaciones termales se desarrollaron antes en las inmediaciones o en el interior de las grandes ciudades. Pero muy pronto, la rápida extensión de los enlaces ferroviarios hará que las estaciones aisladas pasen a ser accesibles para parisinos y extranjeros. El crecimiento de la asistencia despegará y se pasara de 22 000 curistas en 1822 a 120 000 en 1855. En Saboya, en Aix-les-Bains, personalidades del mundo político y artístico, incluidos escritores, llegaban a la ciudad para aprovechar las aguas termales e hicieron de la ciudad uno de los balnearios más famosos del mundo. En las fronteras de Lorena, se estaban desarrollando media docena de complejos turísticos como Plombières-les-Bains, la ciudad de los mil balcones, Vittel, Contrexéville, Bourbonne-les-Bains, Bains-les-Bains....
En la cadena pirenaica se desarrollarán nada menos que 31 estaciones termales, impulsadas por el gusto imperial por las ciudades de agua. Auvernia no fue una excepción a este movimiento; Le Mont-Dore, Royat, La Bourboule, Saint-Nectaire … y sobre todo Vichy, que se convirtió en el arquetipo de la villa termal por excelencia.

#### El debate científico e institucional

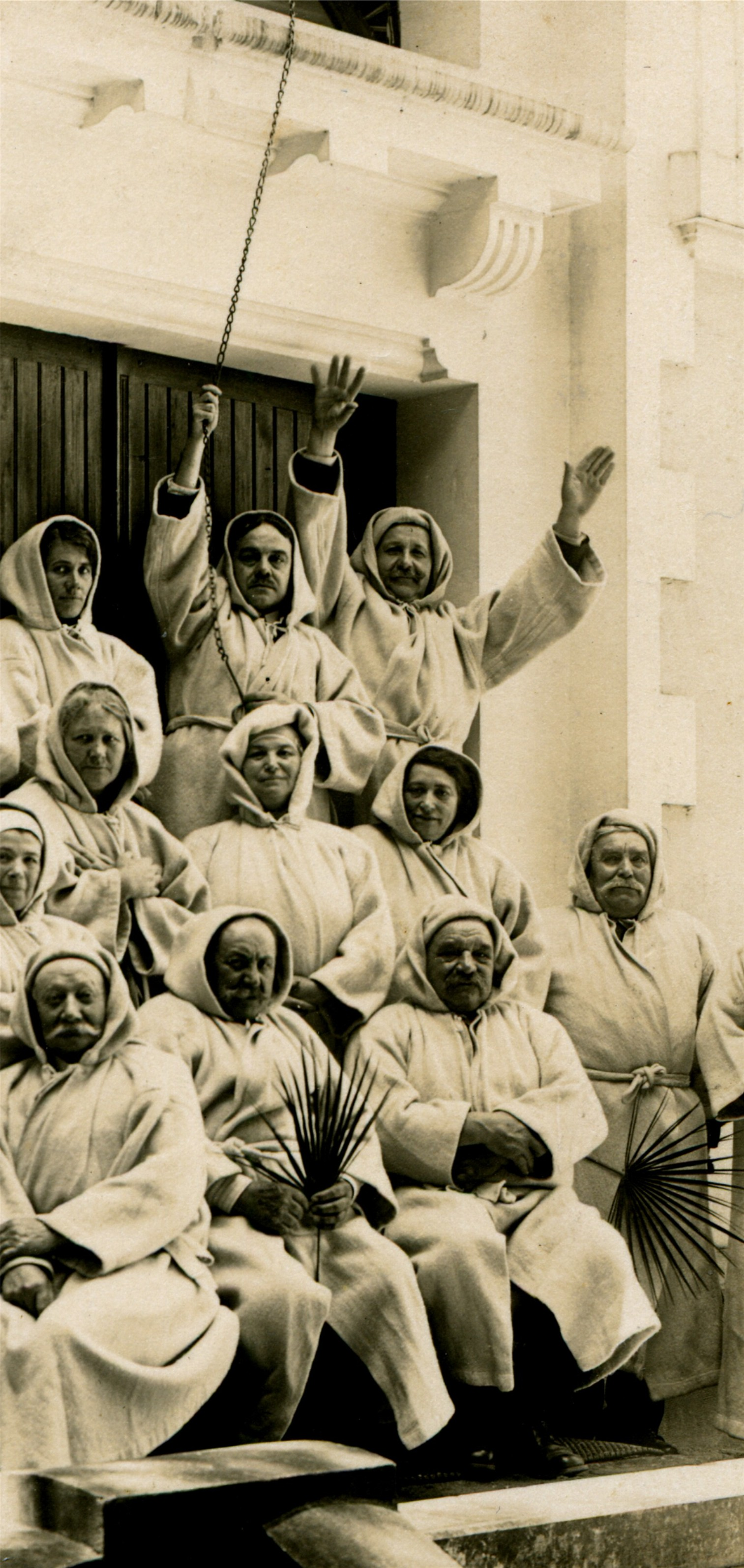
Bañistas frente a la capilla de los Baignots, en Dax, en 1920.

Al principio del siglo XIX, las aguas termales se definían por su temperatura (agua de manantial de más de 20 grados), pero esa norma estaba cambiando y cualquier agua mineral natural con visos de ser curativa será llamada «termal». La estación termal no tenía una definición médica, el término provenía del lenguaje común que designaba una parada o una pausa de los vehículos públicos y luego de los trenes. La ley de 13 de abril de 1910 definía un balneario como un municipio, fracción o conjunto de municipios que disponía de manantiales minerales o de un establecimiento que los explotaba. Esta definición tautológica confirma el hecho consumado de un uso ya establecido. En 1912, el número de estas estaciones se estimó en casi 110 en Francia.
Después de la Revolución, la Académie nationale de médecine heredó las prerrogativas de la Académie royale de médecine, incluida la supervisión de las aguas minerales. Sin embargo, su papel se limitaba a recomendar que los médicos supervisen las curas termales. De hecho, eran los médicos termales quienes aseguraban la promoción de los balnearios termales. El siglo XIX vio aparecer una corriente médica escéptica o crítica con el termalismo al que se le reprochaba las relaciones de interés de los médicos termales, la ausencia de bases científicas reconocidas, las indicaciones terapéuticas imprecisas y los resultados poco claros.
Por ejemplo, la composición de las aguas y sus clasificaciones seguían siendo inciertas. La primero fue de acuerdo con la temperatura, luego las de la iatroquímica y de la protoquímica (química antes de Lavoisier). Se podían clasificar según su elemento químico dominante, o como elemento minoritario pero esencial (cobre, arsénico, hierro...) u oligoelemento, o incluso según su uso terapéutico. El vínculo entre la composición química y el efecto terapéutico seguía siendo aproximado. El descubrimiento de la radiactividad relanzó durante un tiempo el estudio de las aguas minerales llamadas indeterminadas (sin composición significativa), pero de uso terapéutico consagrado.
Para responder a estas críticas, la medicina termal fue evolucionando y racionalizándose. Las estaciones termales eran hasta entonces de tratamientos universales y trataban muchas dolencias en listas interminables. Poco a poco se especializaron, en función de unas indicaciones terapéuticas más precisas (una o dos indicaciones principales, y un pequeño número de indicaciones secundarias). Por ejemplo, Vichy para las enfermedades metabólicas y digestivas, eventualmente anémicas y renales; otras estaciones trataban las afecciones osteoarticulares, respiratorias, dermatológicas... Las estaciones podían destacar y ganar su identidad, cubriendo el territorio nacional el conjunto de patologías. Esta especialización de estaciones es específica de Francia, y no existe en otros países.
El termalismo condujo así a debates con múltiples facetas: científicas, institucionales, económicas y políticas. La crenoterapia, hizo su entrada en la universidad a partir de la década de los años 1890 con cursos en Toulouse y Burdeos donde se crearon las primeras cátedras de hidrología médica en estas dos ciudades en 1922. En 1939, nueve facultades de medicina ya tenían una cátedra de hidrología (además: París, Lyon, Lille, Nancy, Montpellier, Estrasburgo y Argel).

#### El debate político y económico

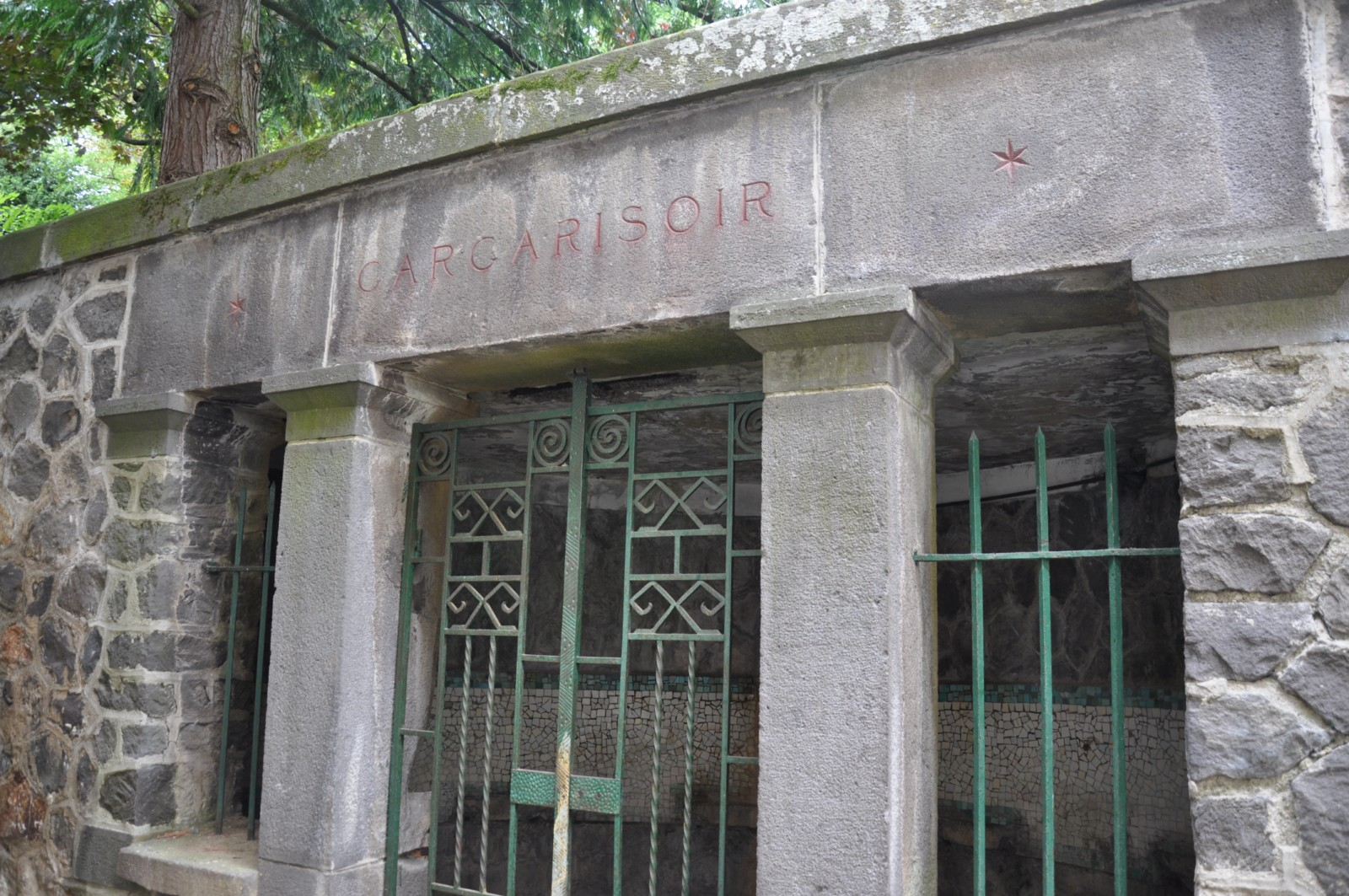
Gargarismos en Châtel-Guyon

Según el decreto ley imperial de Francia de 28 de enero de 1860 reglamentando los establecimientos termales, el uso de las aguas no dependía de una prescripción médica, y nada obligaba al curista a consultar a un médico en el lugar. Solo se recomendaba el consejo médico, el objetivo era la prosperidad del balneario. Las curas se realizaban así libremente: masajistas, personal de los baños y personal hotelero, en busca de propinas, desempeñaban el papel de guías-consejeros en su progreso. Los médicos termales se dividían entre la necesidad de dejar plena libertad a los curistas para atraerlos (curistas-turistas) y el deseo de un mayor poder (sobre los curistas-pacientes), o incluso de poder político local dentro del municipio.

El médico de las agua sale con sus pacientes desde los primeros días de junio, es el encargado de dar agua a sus pacientes, y enfermos a sus aguas (...) El gobierno que concede la patente [de doctor de las aguas] raras veces da los conocimientos necesarios para hacer uso de ella; pero encontrar un hombre que sea al mismo tiempo médico, botánico, geólogo, químico y viajero, no es cosa fácil; se toma a un político, y todo está dicho.
Le médecin des eaux part avec ses malades dès les premiers jours du mois de juin, il est chargé de procurer des eaux à ses malades, et des malades à ses eaux (...) Le gouvernement qui en octroie le brevet [ de médecin des eaux ] donne rarement les connaissances requises pour en faire usage ; mais trouver un homme qui soit à la fois physicien, botaniste, géologue, chimiste et voyageur, n'est pas chose facile ; on prend un homme politique, et tout est dit.

El debate político se relacionaba con la estrategia: basar la cura en el uso exclusivo del agua (termalismo médico) o también en todo lo que hay a su alrededor (termalismo turístico o de ocio). Este debate reflejaba una oposición entre el modelo francés (centralizado y medicalizado) y el modelo alemán (descentralizado y de diversión). En primer lugar, el modelo alemán parecía ejemplar por su notable organización de las actividades de ocio. Pero después de la derrota de 1871, una reacción patriótica destacó la superioridad del termalismo francés por sus aguas de calidad superior y sus balnearios más especializados y virtuosos. Pero los balnearios franceses debían modernizarse para volverse más atractivos, ya pasado el tiempo en que los sitios termales recibían donaciones durante las visitas reales o principescas. Los imperativos económicos llevaron a acercarse al modelo alemán con la introducción de impuestos sobre el juego y la estancia.
La situación legal del juego fue confusa: prohibido en 1781, autorizado en los balnearios en 1806, autorización derogada en 1836. En realidad, había 150 establecimientos de juego al inicio del siglo XXen una situación de «tolerancia ilegal». Varias leyes, en 1907, reafirmaron el privilegio de las ciudades estacionales (balnearios y termales) en materia de juegos de azar y de las tasas sobre el juego. En 1910, una ley permitía a los complejos cobrar una tasa turística, aunque esta posibilidad apenas se aplicaba por los ayuntamientos, por miedo a espantar a la clientela.
En 1919, la taxe de séjour  (impuesto turístico) se convirtió en obligatorio y se introdujo un impuesto adicional para financiar la Office National du Tourisme (fundada en 1910) y el Institut d'Hydrologie et de Climatologie de Paris  (fundado en 1913). En 1939, de más de un centenar de balnearios enumerados en Francia, 75 fueron clasificados oficialmente, por ley, como «station hydrominérale» (estación hidromineral). El desarrollo de los balnearios franceses, al comienzo del siglo XX aparece como un deseo de superar a Alemania y uno de los medios que puso en práctica Francia para emerger como un importante país turístico.

## El termalismo contemporáneo en Francia

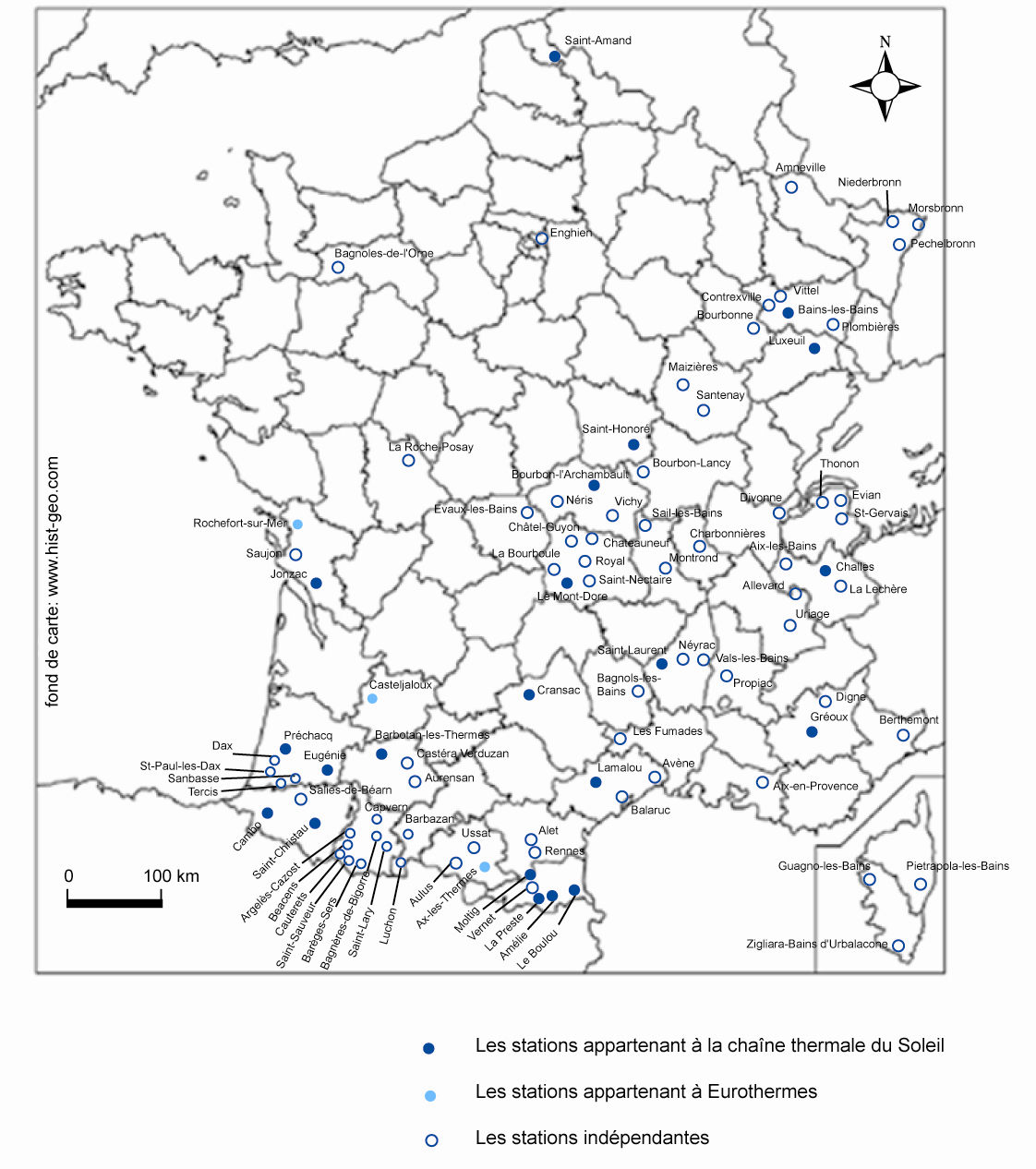
Las villas termales en Francia.

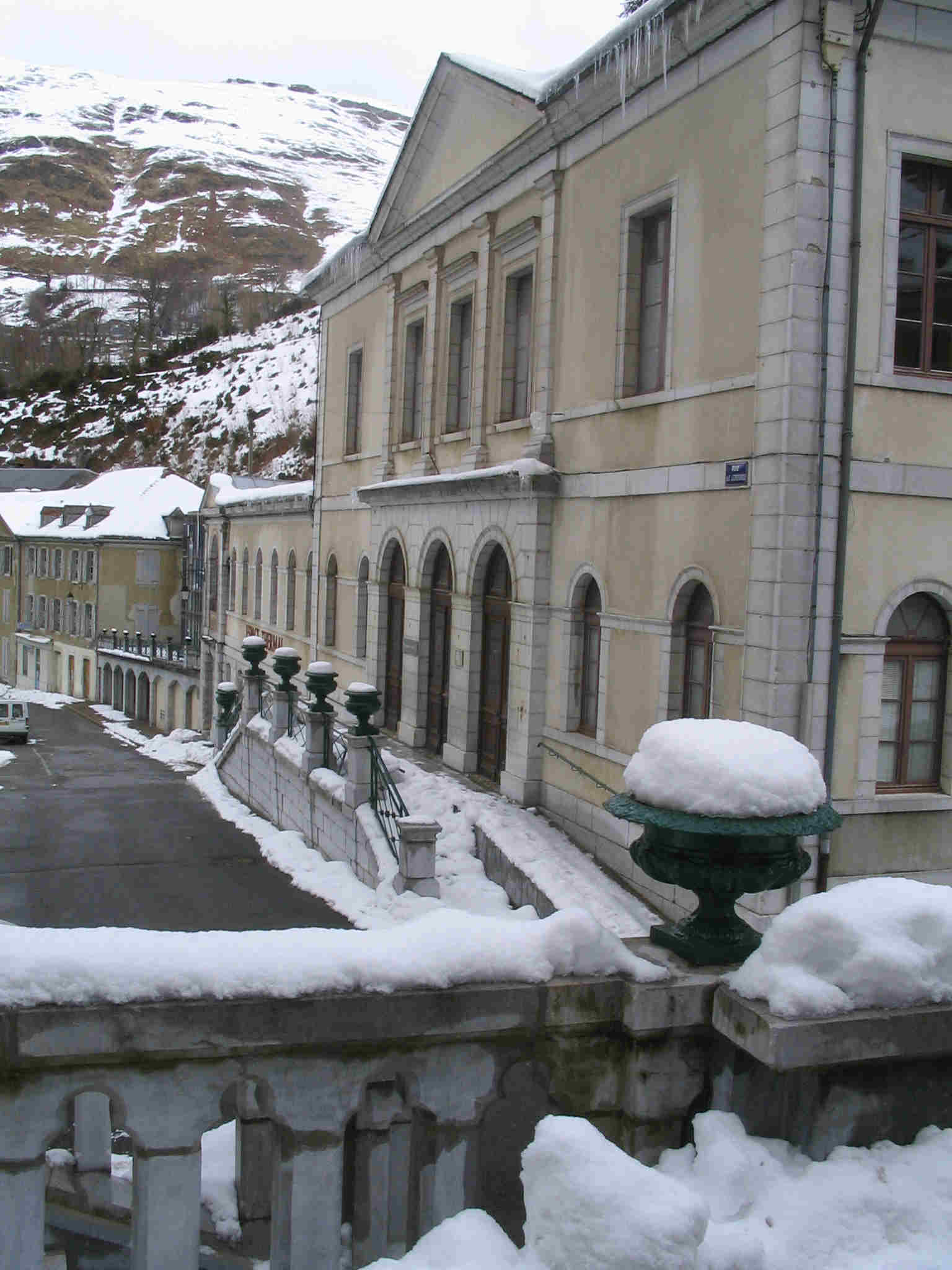
Establecimiento termal de las Eaux-Bonnes, Pyrénées-Atlantiques, 1830.

El termalismo se define como el conjunto de conocimientos y de los medios implementados para el uso terapéutico de las aguas minerales naturales, conocidas como «aguas termales», la explotación y desarrollo de los manantiales y de las balnearios termales.
Los medios implementados son médicos, sociales, sanitarios, administrativos y de acogida. La palabra termalismo implica que se utiliza un agua (gas, barro...) cuyas virtudes curativas son reconocidas por la profesión médica.
El termalismo se diferencia del wikt:termoludismo y de la talasoterapia.
La Seguridad Social francesa comenzó a sufragar los tratamientos termales a partir de 1950. El paciente será derivado a un balneario termal habiendo recurrido a un agua adaptada a su patología según su composición mineral. El organismo tiene en cuenta cada estación termal y controla el agua para que no haya bacterias. Este proceso es tan respetado que al menor elemento patógeno presente en el agua, el centro se cierra. Incluso los hospitales no tienen un código de higiene tan estricto. Cada establecimiento asistencial debe ser aprobado para el tratamiento de una o más orientaciones terapéuticas y todos deben ser aprobados por la Seguridad Social.
En 2016, había 109 establecimientos en Francia en 89 sitios especializados en al menos una orientación terapéutica (la reumatología es la más común). Dax tiene el mayor número de establecimientos. Más de 500 000 pacientes efectuan una cura cada año en Francia. Las cifras clave en 2018 fueron:
- 110 establecimientos termales repartidos en 90 balnearios termales;
- Casi 600 000 curistas;
- Más de 10 millones de días de atención prestados.[28]
- Las prestaciones reembolsados representan el 0,15 % del total de reembolsos efectuados por el Seguro de Salud.[29]

### Las aguas minerales naturales
En Francia hay más de 770 fuentes de aguas termales. Su uso está sujeto a autorización ministerial, previa opinión de la Académie nationale de médecine [Academia Nacional de Medicina] sobre su uso terapéutico. Ese estatus les confiere obligaciones, ya que deben entregarse aguas puras, en el estado en el que se encuentran en el momento de la emergencia, «au griffon», y estables en el tiempo. A diferencia del agua corriente del grifo, no debe sufrir tratamiento alguno. Están sujetas a normas microbiológicas, con una prohibición del uso de desinfectantes.
Las aguas minerales se clasifican en seis categorías principales: bicarbonatadas, sulfatadas, sulfuradas, cloruro sódicas, con un elemento raro (cobre, selenio, etc.) y oligo-metálicas (débilmente mineralizadas).
Están relacionados con áreas geológicas y geográficas. El Macizo Central produce aguas bicarbonatadas; la zona axial de los Pirineos, con aguas sulfuradas de sodio; las tierras sedimentarias del norte de los Pirineos, los Alpes y los Vosgos, aguas sulfatadas y cloradas; la zona sur de la cuenca de Aquitania, aguas oligo-metálicas calientes.
Las aguas son esencialmente meteóricas (es decir de origen atmosférico). Las aguas de macizos cristalinos pueden ser, en muy pequeña medida, juveniles (es decir, de la corteza terrestre). Las bolsas de agua ligadas a yacimientos de sal gema o de petróleo pueden ser fósiles.

### Las actividades inducidas por el termalismo
La actividad termal en una ciudad no solo opera en el centro de cura. Muchas otras actividades deben su éxito a la frecuentación de los curistas.
Desde el siglo XIX, el termalismo benefició a la industria hotelera con una contribución considerable de clientes durante la temporada termal. A principios del siglo XX, cuando las curas termales atendían a una clientela rica, la moda fue la de los grandes hoteles. Las ciudades de Vichy y Aix-les-Bains, que tuvieron su apogeo en ese momento, tienen por ello un número particularmente alto de hoteles. Con la llegada del termalismo social, la gente está recurriendo a un alojamiento amueblado, que es menos costoso y permite más ahorros.
Las villas termales francesas también se benefician, gracias a su estatuto de estación hidromineral, de la autorización para poseer un casino (artículo L.2231-3 del código de las collectivités territoriales). Aunque el casino ha perdido el aspecto mundano que tenía en los años anteriores a la guerra, todavía atrae a un gran número de seguidores. También se pueden citar los comercios, en particular los servicios personales (tintorería, ambulancias) que son imprescindibles durante una cura de tres semanas para algunos curistas. Los curistas disponen de mucho tiempo libre y por ello las actividades turísticas también son populares en las ciudades balnearias.

### La representación de la estaciones termales en Francia

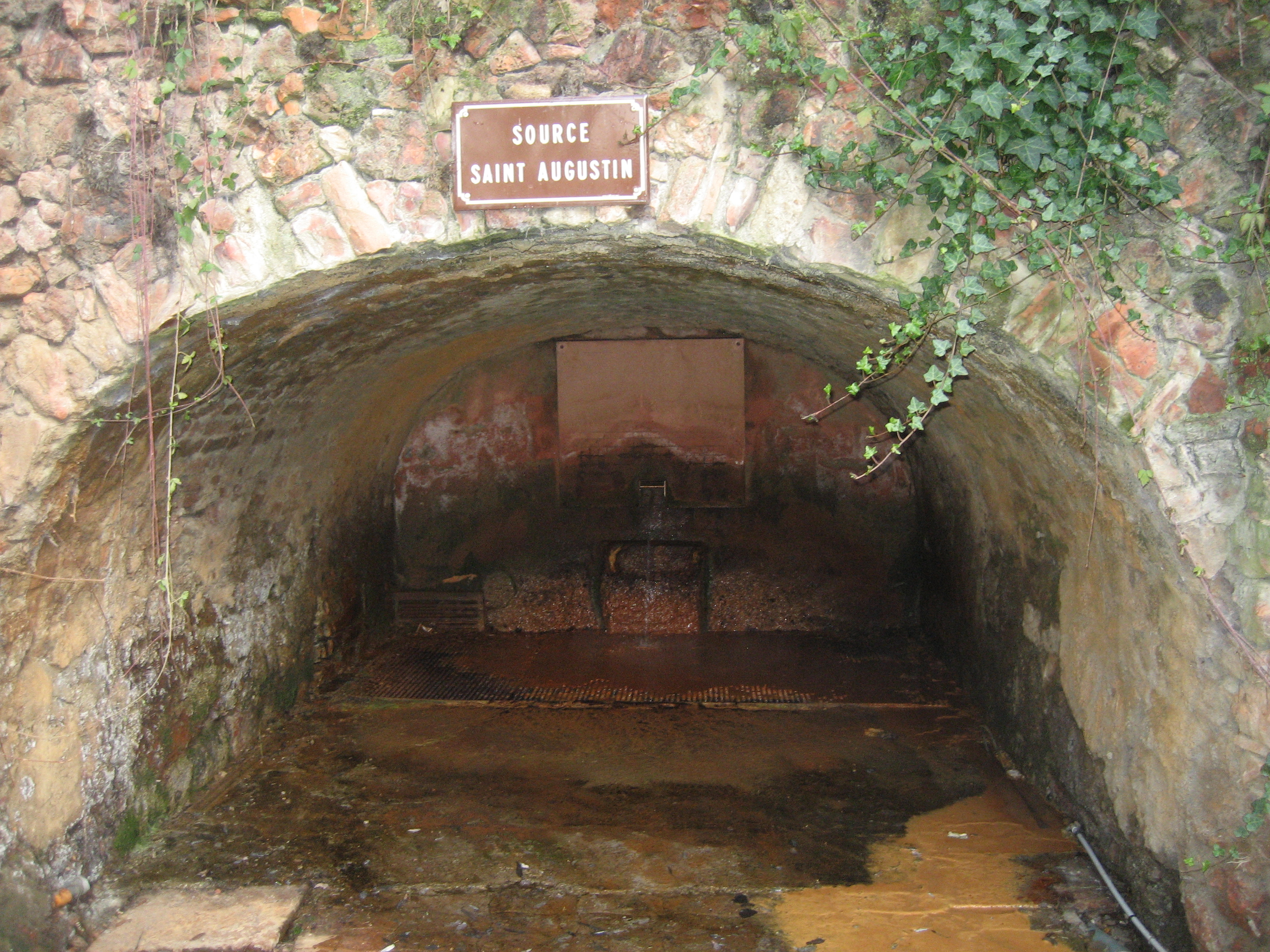
Una fuente de autoservicio: el manantial de San Agustín en Cransac.

Creado en 2002, el Conseil National des Exploitants Thermaux [Consejo Nacional de Operadores Termales], es la única asociación del sector, que aglutina a casi todos los establecimientos termales. Su objetivo es trabajar en la modernización y mejora de la medicina termal.
Para ello, se ha embarcado en un proceso destinado a demostrar el interés médico-económico del termalismo, poniendo en marcha varios estudios para validar científicamente el Servicio Médico Prestado (Service Médical Rendu, o SMR) de las curas.

### Desarrollo de una cura

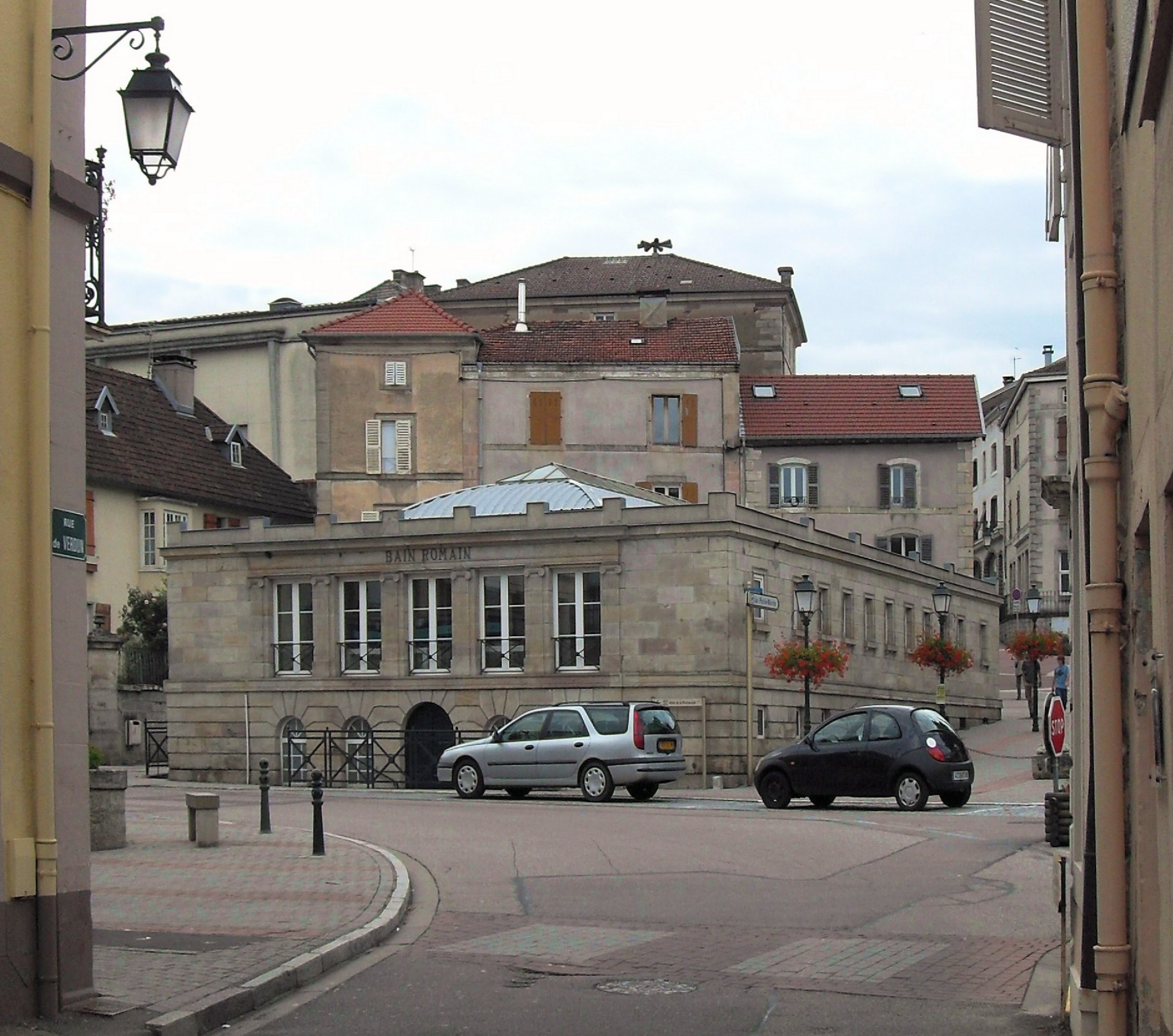
Baño romano de Bains-les-Bains

La cura termal más popular es el tratamiento médico prescrito, financiado (en parte) por lz Seguridad social. Esta cura es prescrita por un médico tratante, médico general o especialista. Se lleva a cabo durante tres semanas, de ellos 18 días de tratamiento. Es un médico del balneario quien prescribe los tratamientos (cuatro tratamientos diarios obligatorios en reumatología), o incluso una práctica alimentaria adaptada en las estaciones de tratamiento de nutrición, a la llegada del curista al balneario y que la sigue durante todo el tratamiento (tres visitas médicas son obligatorias durante la estancia).

#### Curas de recobrar la forma

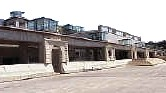
Las termas Chevalley d'Aix-les-Bains

Más allá de los usos médicos y terapéuticos, también existe una termalismo homologado ya sea en los establecimientos de cura, bien en los establecimientos de balneoterapia instalados con mayor frecuencia en las grandes ciudades. Estos últimos no están relacionados con la medicina, ni están vinculados a la existencia de aguas termales naturales.
Estas curas libres medicalizadas o de estancias de puesta en forma, duran desde un fin de semana (minicuras) a una semana o más. Algunos de estos establecimientos ofrecen a sus huéspedes diversas instalaciones como baños de vapor, sauna finlandesa, bañeras de hidromasaje, etc. Existen multitud de tratamientos, hidromasaje, modelado, nebulización, Cellu M6, presoterapia, piscinas de chorros dirigidas...

## Actividades naturistas
- SPA & soins: Thermalisme